# Капська черепаха Буланже
Капська черепаха Буланже (Homopus boulengeri) — вид черепах з роду Капські черепахи родини Суходільні черепахи. Отримала назву на честь британського зоолога Джорджа Альберта Буленджера. Інші назви «черепаха Карру», «м'ясиста черепаха».

## Опис
Загальна довжина карапаксу досягає 11—16 см. Голова порівняно велика. Карапакс опуклий. Центральна частина його досить пласка. Карапакс перевершує пластрон. Пластрон дуже плаский. У самців він увігнутий. Стегнові шпори відсутні. На передніх лапах є по 5 кігтів.
Голова жовтувато або світло-коричневого кольору. Карапакс насиченого темно-червоного або коричневого кольору, але може бути й оливковим. Пластрон блідо-жовтий або зеленуватий.

## Спосіб життя
Полюбляє сухі ліси і чагарникові савани. Зустрічається на висоті до 2400 м над рівнем моря. Харчується рослинами, зокрема плодами яскраво—червоного кольору, жовтими квітами, а також калом.
Зимова сплячка триває 6—10 тижнів. Сплячка стимулює статеву поведінку. Без неї самиці зазвичай не здатні до розмноження.
Самиця відкладає 1 яйце розміром 35×23 мм. Розмір новонароджених 3 мм і вага 5—8 г. За температури 27 °C інкубаційний період триває 130–320 днів.

## Розповсюдження
Мешкає в районі Великого Карру на півдні Капської провінції ПАР.